# Simca Aronde
Simca Aronde — легковий автомобіль, що виготовлявся французьким автовиробником Simca з 1951 по 1963 рік. Був першим автомобілем марки з оригінальним дизайном (попередні моделі в більшій чи меншій мірі змальовувались з «Фіатів»), а також несучим кузовом. Назва Aronde (давньофранцузькою означає «ластівка») була обрана, оскільки логотип Simca у цей час був стилізований під ластівку.

## Три покоління
Існувало три покоління автомобіля: 9 Aronde, що виготовлялись з 1951 по 1955 рік, 90A Aronde, виготовлялися протягом 1955—1958 років, та Aronde P60, що дебютувала 1958-го року й виробництво якої тривало до 1964-го.
Загалом було виготовлено 1 274 819 автомобілів Aronde. Одна ця модель зробила Simc'у другим найбільшим французьким автовиробником у кінці 1950-их.

## Simca 9 Aronde

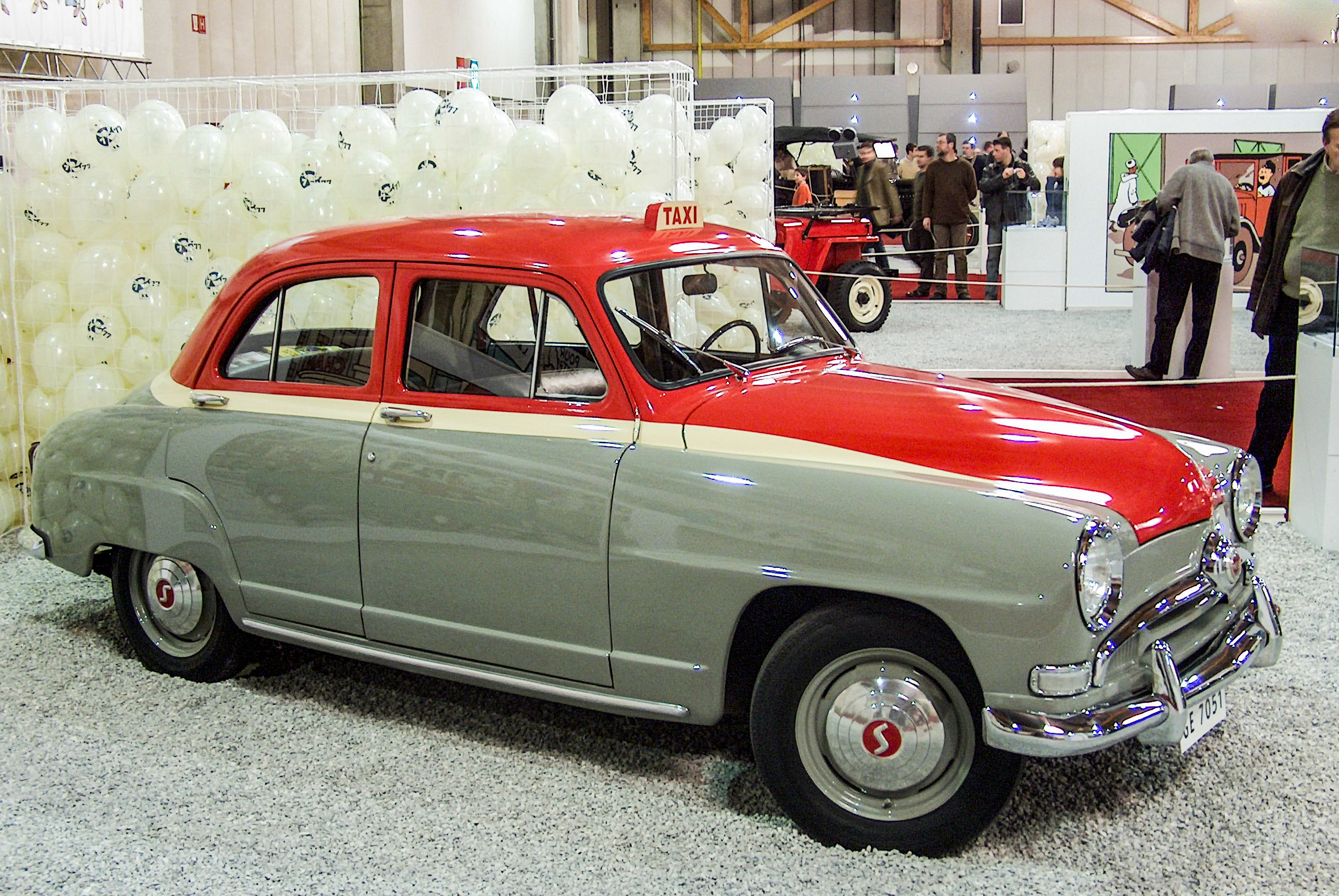
Simca Aronde (9)

Перші «Ластівки» дебютували весною 1951 р., проте спочатку тільки кілька сотень передсерійних автомобілів були продані відібраним покупцям, а серійна версія була закінчена тільки до часу Паризького автосалону, ставши доступною у продажі з жовтня 1951 р. Серійні машини містили численні зміни у порівнянні з передсерійними, зокрема інший матеріал оббивки сидінь, формовану пластикову панель приладів, що на той час було сучасно, особливо у порівнянні з металевою у «Пежо 203» (найбільш очевидного конкурента). Кілька місяців потому, на початку 1952 р. акумуляторна батарея перемістилась у підкапотний простір — до цього часу вона знаходилась під переднім сидінням.
Aronde комплектувалася передньо розташованим 44,5-сильним (33,2 кВт) двигуном об'ємом 1221 см3 з попередньої моделі Simca 8, сумішеутворення забезпечував карбюратор Solex 32. Потужність передавалась заднім колесам через традиційну 4-ступінчасту механічну коробку передач, що мала синхронізатори на трьох вищих передачах. Спереду автомобіль мав незалежну пружинну підвіску, а ззаду суцільний міст на напівеліптичних ресорах. Барабанні гальма 9,85 дюймів (250 мм) приводились у дію гідравлічним приводом, та стояли на усіх колесах.
Єдиним типом кузова, що пропонувався з жовтня 1951 р. був 4-дверний седан, однак інші варіанти досить швидко стали доступними, такі як 3-дверний універсал (іменувався спочатку як «Aronde commerciale», пізніше як «Chatelaine») з горизонтальним розрізом задніх дверей. Також існував і фургон «Messagere» та «commerciale semi-vitree» — частина фургонів та частина універсалів — стали доступними з 1953 р. Більш цікавою для колекціонерів є 2-дверне купе кузовобудівника Facel. Таке купе було замінено у 1953 р купе, що базувалось на кузові седан Aronde й називалось Grand Large. Відрізнялось панорамним задній склом, що складалось з трьох частин та «безстійковим» ефектом бокових вікон.
Конверсія 2-дверний кабріолет, підготовлена кузовобудівником Figoni, була представлена публіці до 1953 модельного року на виставці з балеринами, але виявилася нездатною в плані забезпечення достатньої жорсткості кузова цього автомобіля без неприйнятної ціни та масового програшами, тож цей кабріолет ніколи не виготовлявся для продажу.
Автосалон 1952 року показав як декілька виробників намагались розширити привабливість у більшості споживачів версіями, що пропонувались за зниженою ціною. Тренд здавалось мав розпочатись з Renault із їхньої 4CV Service, що швидко підхопили інші автовиробники, включаючи Rosengart та Simca. Simca Aronde Quotidienne пропонувалась з січня 1953 з рекламною ціною у 630000 франків, що було збереженням 45000 проти попередньої базової моделі (запутано йменованою, навіть як Aronde Berline Luxe). Інтер'єр Quotodienne був спрощений, зник опалювач як і значна частина оздоблення інтер'єру. Тим не менше, хромовані ободки фар залишились на місці: важливо, також, покупці Aronde Quotidienne могли досі обирати з повного вибору кольорів кузова, що пропонувались на Aronde Berline Luxe. Компанія прагнула знижень так що урізана версія Aronde не була повністю урізаною як Renault Fregate Affaires (доступна тільки у чорному), Renault 4CV Service чи Rosengart Artisane (дві останні пропонувались тільки сірого кольору)

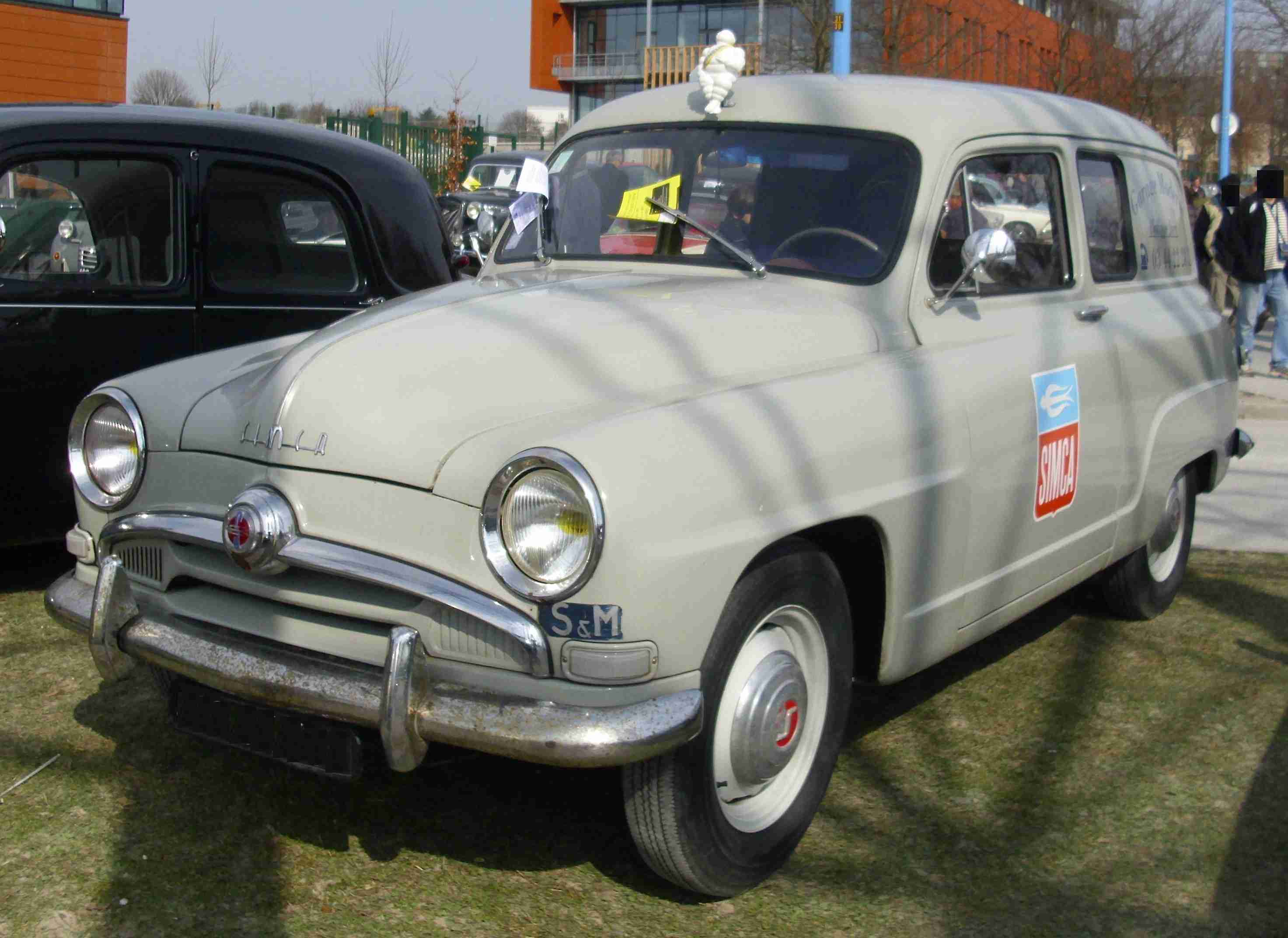
Фургон представлений у 1951 р., продавався з 1953 р.

9 Aronde була добре прийнятою, особливо у Франції. Тільки до 17 березня 1953 р. до повного виробництва цієї моделі на заводі в Нантері минуло 100000. 
Колоритний бос компанії Генрі Пігоцці чітко усвідомлював сприятливіть тодішнього повального встановлення рекордів. В травні 1952 р. на Aronde було зламано п'ять міжнародних рекордів, долаючи дистанцію у 50000 км (31000 миль) при середній швидкості 117 км/год (73 миль/год), та у серпні 1953 р. інша Aronde, довільно вибрана з виробничої лінії, повернулась до кола Montlhery для нової спроби рекорду за допомогою чого протягом курсу у 40 днів та 40 ночей автомобіль подолав 39242 кола що представляли собою 100000 км (62000 миль)
при середній швидкості більше ніж 104 км/год (65 миль/год). Це досягнення, що мало на увазі ламання 30 міжнародних рекордів, було взяте на себе
під керівництвом Автомобільного клубу Франції.
Автомобіль протестований у Франції британським журналом Motor у 1951 р. мав максимальну швидкість у 73,9 миль/год (118,9 км/год) та міг розганятись з 0-60 миль/год (97 км/год) за 30,2 с. Витрата палива записувалась як 34,1 милі/англ. галон (8,3 л/100 км, 28,4 mpg). Тестований автомобіль коштував 970 франків на французькому ринку. В цей час не був доступний у Великій Британії, однак конвертована ціна становила 657 фунтів.

## Simca 90A Aronde

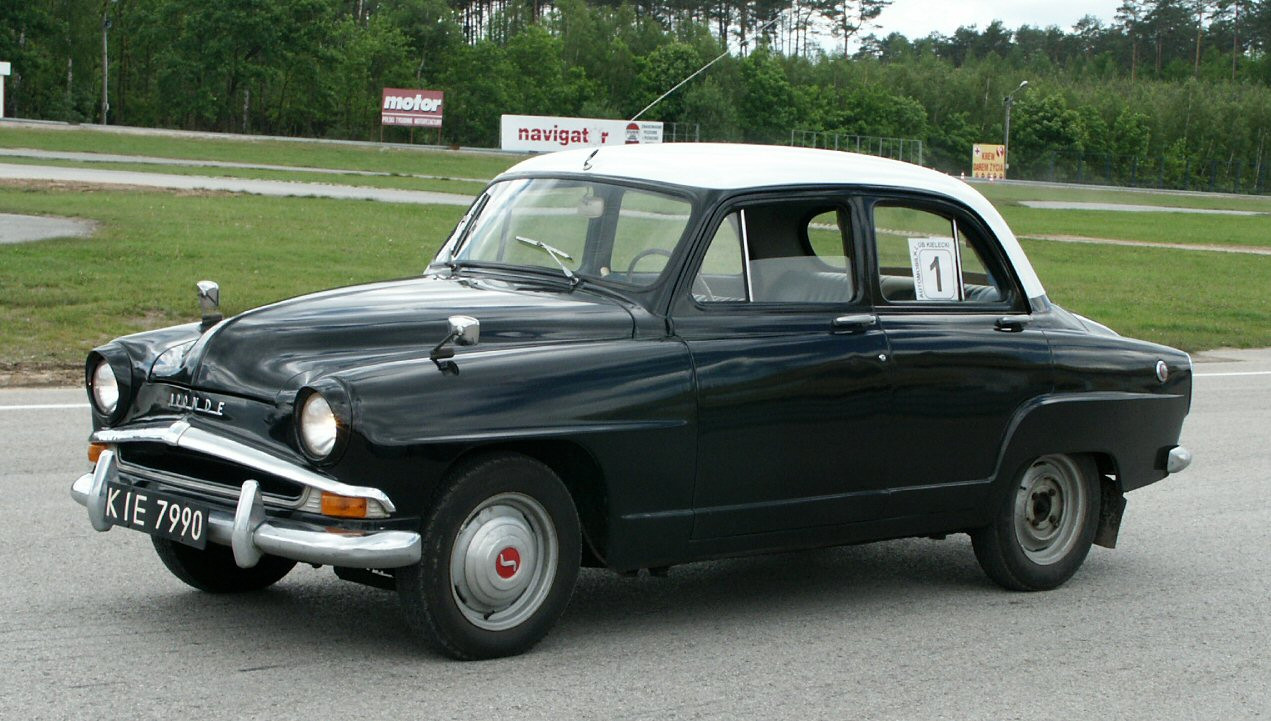
Simca Aronde (90A)

Aronde другого покоління дебютувала у жовтні 1955 р. Нова «ластівка» оснащувалась модернізованим і перейменованим двигуном Flash об'ємом 1290 см3. Хід поршня залишився аналогічним попередньому двигуну — 75 мм (3 дюйми), однак діаметр циліндра збільшився до 74 мм (2,9 дюймів). Не змінився і карбюратор — Solex 32, однак збільшений ступінь стиску забезпечив зростання максимальної потужності, на моделях представлених у жовтні 1955 р. на мотор-шоу — 45 к. с. (34 кВт) при 4500 об/хв або 48 к. с. (36 кВт) при 4800 об/хв (і більше у незначної кількості вдосконалених версій).
Aronde 1956 року мала вдосконалений кузов зі зміненими переднім та заднім опереннями. Незначне видовження задньої частини дало можливість розмістити запасне колесо під підлогою багажника, збільшивши його об'єм.
З'явились нові рівні комплектації — Elysee та Montlhery (в честь the Autodrome de Montlhery).  
Фургони «Commerciale» та «Messagere» залишались доступними з 1,3-літровими двигунами Flash потужністю 45 к. с. (33 кВт). Останні мали код моделі 90К. 
У січні 1957 р. було виготовлено 500 000 Aronde, автомобілі стали експортуватись навіть до США. У жовтні 1957 р. дві нові версії доповнили модельний ряд: 2-місні кабріолет Oceane та купе Plein Ciel, обидва з кузовами від Facel. 
Aronde Elysee була протестована британським журналом The Motor у 1956 р., зазначалась її максимальна швидкість 82,6 миль/год (132 км/год)
та здатність розганятись з 0-60 миль/год (97 км/год) за 23,9 с. Витрата палива у 32,6 милі на 1 англійський галон (8,7 л/100 км, 27 mpg). Тестований автомобіль коштував 915 фунтів, включаючи податки на ринку Великої Британії.
У 1960 р. також протестували одну з моделей Montlhery. Вона мала трохи вищу максимальну швидкість у 83,6 км/год. (134 км/год), більше прискорення з 0-60 миль/год (97 км/год) у 19,6 с й меншу витрату пального у 35 миль на англійський галон (8,1 л/100 км; 29,1 mpg). Тестовий автомобіль коштував 896 фунтів, включаючи податки на британському ринку.

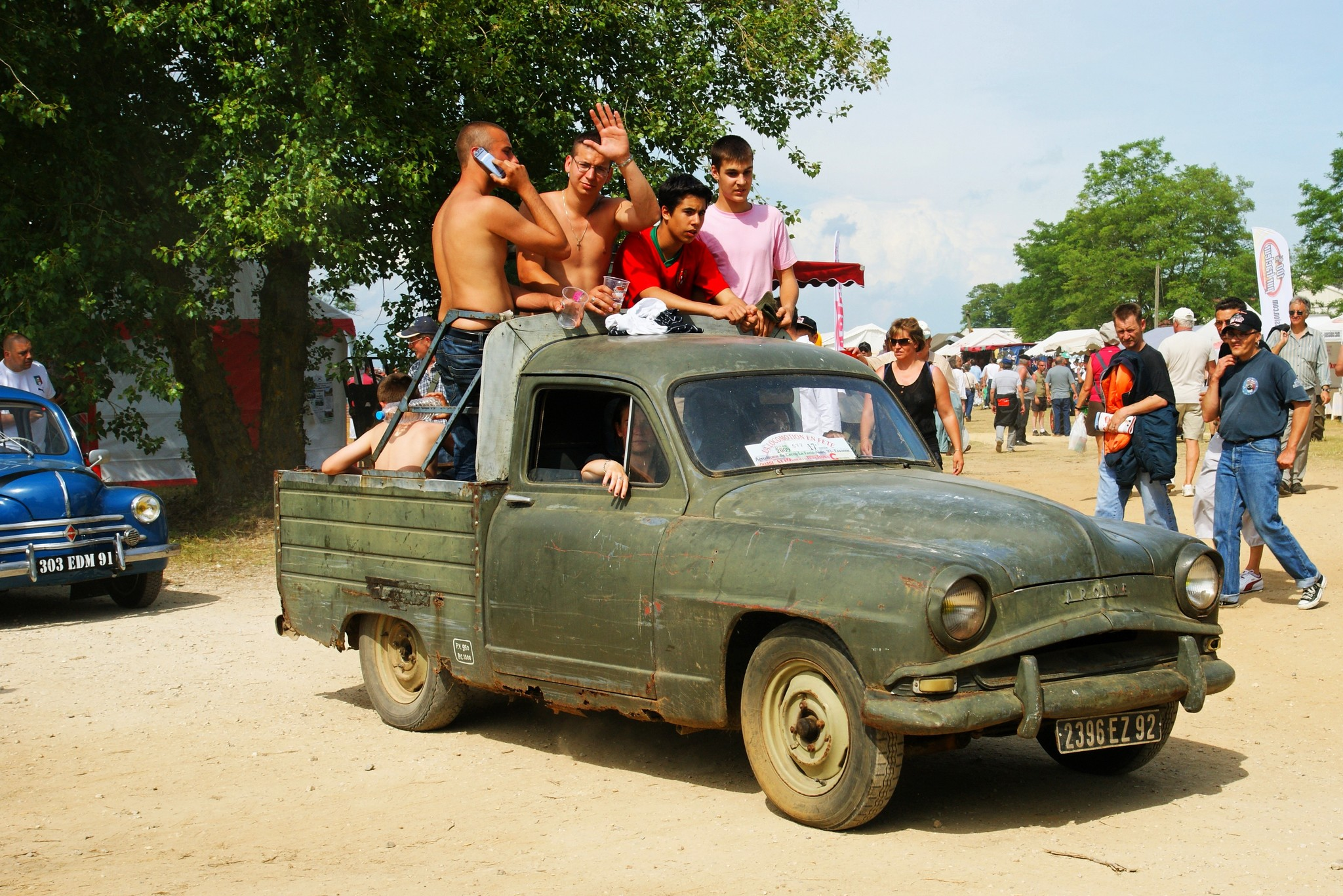
Simca 90A Aronde Intendante

## Simca Aronde P60
У жовтні 1958 року на Паризькому автосалоні були представлені седани P60 Aronde з оновленими кузовами. Колісна база у 2440 мм (96,1 дюйми) залишалась незмінною, однак знизилась лінія даху, центральна частина кузова залишалась подібною до оригінального Aronde 1951, хоча змінилися переривчасті «хвостові плавці» та задні ліхтарі, як і фари, розташовані по обидва боки
збільшеної решітки. У технічному плані незначні зміни: більш інноваційною стала широка гама версій й комплектацій, що давала змогу покупцям обирати з обсягу двигунів різної потужності (40, 45, 47 чи 57 к. с.) й перелік опцій включав навіть шкіряну оббивку та зчеплення Simcamatic.

### Поширені назви
Намагаючись створити більший вибір для покупця, виробник давав різні назви модифікаціям Simca Aronde P60.
Наступні автомобілі мали однакові колісну базу, довжину та ширину:
- Simca Aronde P60 Elysee: 4-дверний седан, 1290 см3 (7CV — фіскальна потужність), 48 к. с. (36 кВт);
- Simca Aronde P60 Grand Large: 2-дверний хардтоп («coach panoramique»), 1290 см3 (7CV), 48 к. с. (36 кВт);
- Simca Aronde P60 Montlhery: 4-дверний седан, 1290 см3 (7CV, збільшена ступінь стиску), 57 к. с. (43 кВт);
- Simca Aronde P60 Monaco: 2-дверний хардтоп («coach panoramique»), 1290 см3 (7CV, збільшена ступінь стиску), 57 к. с. (43 кВт);
- Simca Aronde P60 Chatelaine: 3-дверний універсал [5], 1290 см3 (7CV), 45 к. с. (34 кВт).

Не зважаючи на однакові двигуни, основна відмінність між Aronde P60 Elysee та попередньою моделлю була виражена незначним зниженням загальної потужності через численні вдосконалення профілю кузова, що в сукупності збільшили його аеродинамічний опір.
У Aronde Chatelaine (універсал), в даному випадку, залишився кузов ранньої 90A Chatelaine. Більш вдосконалена версія універсалу — Simca Aronde P60 Ranch, що з'явилась у 1960 р., поєднювала нове переднє оперення Aronde P60 (нагадувала, згідно одного джерела Ford Thunderbird 1957 р.) та задню частину попереднього покоління.

### Розширення модельного ряду
Анонс Aronde P60 збігся з відродженням старого 1090 см3 (6CV) двигуна, котрим ще до 1949 р. комплектувалась Simca 8. Цей старий агрегат став встановлюватись на «слабші» автомобілі Simca Aronde, однак кузова таких автомобілів досі були 90А Aronde 1955—1958 — не з нових моделей. Хід поршня був той самий, однак діаметр циліндра 1090 см3 двигуна став меншим й забезпечував слабкі динамічні характеристики, хоча покупцям сподобалась низька витрата палива. Автомобіль, відомий як Aronde Deluxe Six, ціною у 598,000 франків міг порівнюватись з популярним Renault Dauphine, ціна котрого стартувала з 594,500 франків. 
«Старий» кузов був також доступний з 1290 см3 (7CV) двигуном на новому Aronde P60s — такий автомобіль був відомий як Aronde Super Deluxe.
Рік потому базовий варіант «Аронде» отримав кузов P60, котрий інші моделі отримали у 1958 р., автомобілі Р60 були виставлені на Паризькому Автосалоні у жовтні 1959 р, поєднували новіші кузова та двигуни з «низькою» комплектацією попередників. Ціна також поповзла вгору, базовий варіант Aronde Deluxe Six вже коштував 6,050 нових франків (седан), в той час як базовий Renault Dauphine досі коштував менше ніж 6000.
Зміни для 1960-го модельного року включали багато назв, і деякі моделі мали назви:
- Simca Aronde P60 Deluxe six: 4-дверний седан, 1090 см³ (6CV), 40 к. с. (30 кВт);
- Simca Aronde P60 Etoile six: 4-дверний седан, 1090 см³ (6CV), 40 к. с. (30 кВт) (відрізнялась вдосконаленою підвіскою);
- Simca Aronde P60 Etoile sept: 4-дверний седан, 1290 см³ (7CV), 48 к. с. (36 кВт).

Після цього старим кузовом обмежилась одна модель Simca Deluxe sept, також відома як «Aronde Outremer», з часу як вона призначалась для
експорту, головним чином до Алжиру, що у той час був затьмарений війною за незалежність.

### Двигуни
Новий силовий агрегат Rush («Порив») об'ємом 1290 см3, з незмінними розмірами циліндро-поршневої групи, однак з повноопорним колінчастим валом, встановлювався на Aronde з жовтня 1960 року. Широкий діапазон потужностей для нового двигуна пропонувались відповідно до моделі, з 48 к. с. (36 кВт) до 57 к. с. (43 кВт). У цей час високооктанове паливо ставало нормою для французьких заправних станцій, тож деякі зміни потужностей відносились до зміни ступеня стиску. Ситуація ускладнена ще й змінами в нормі обчислення вихідної потужності у Франції (та у всій Європі) кінця 1950-их.

70-сильна (52 кВт) версія двигуна — Rush Super M дебютувала у вересні 1961 року на двох моделях — седані Montlhéry Spéciale та купе-хардтопі Monaco Spéciale.

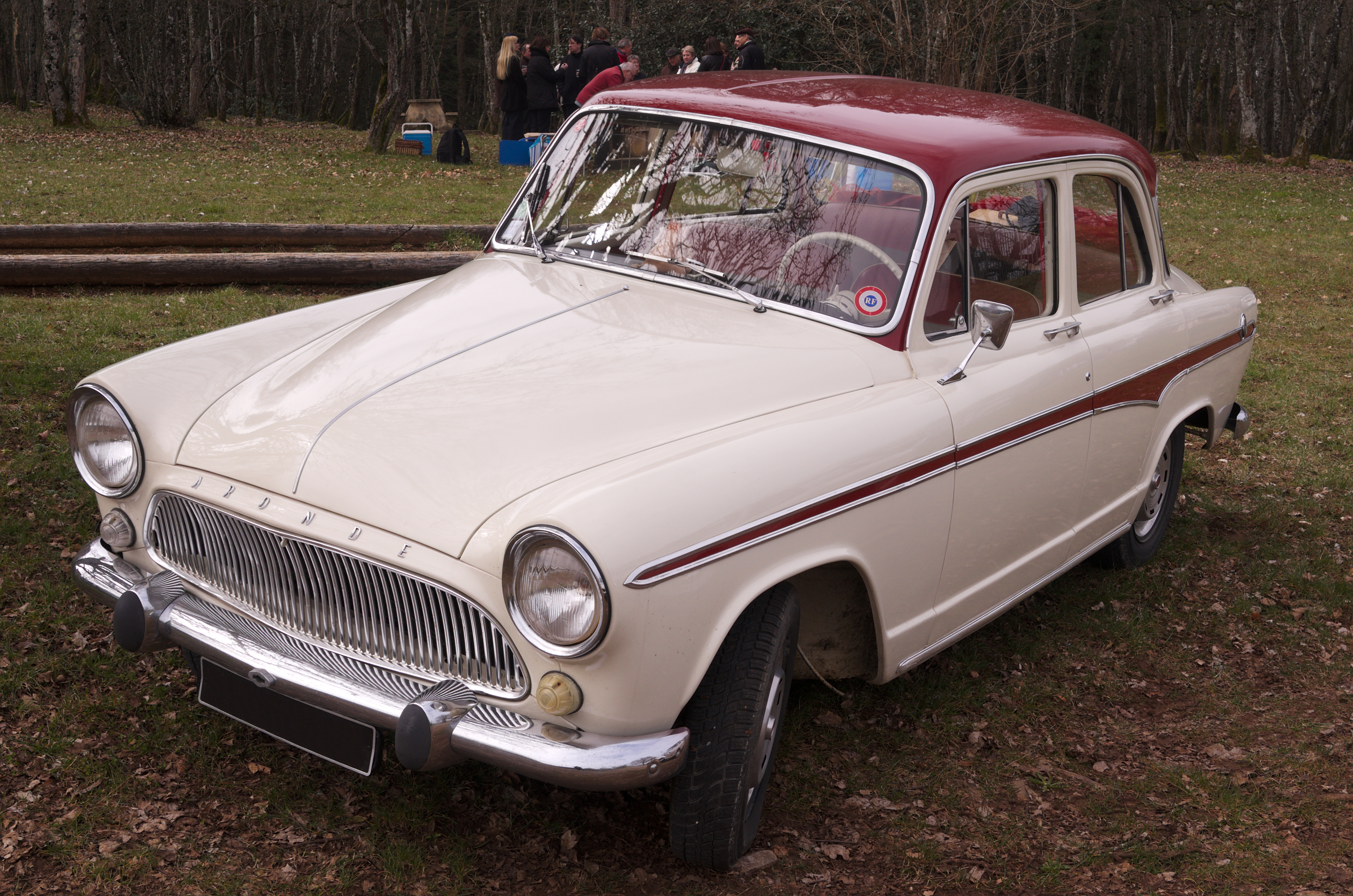
Simca Aronde 4-door saloon (P60)
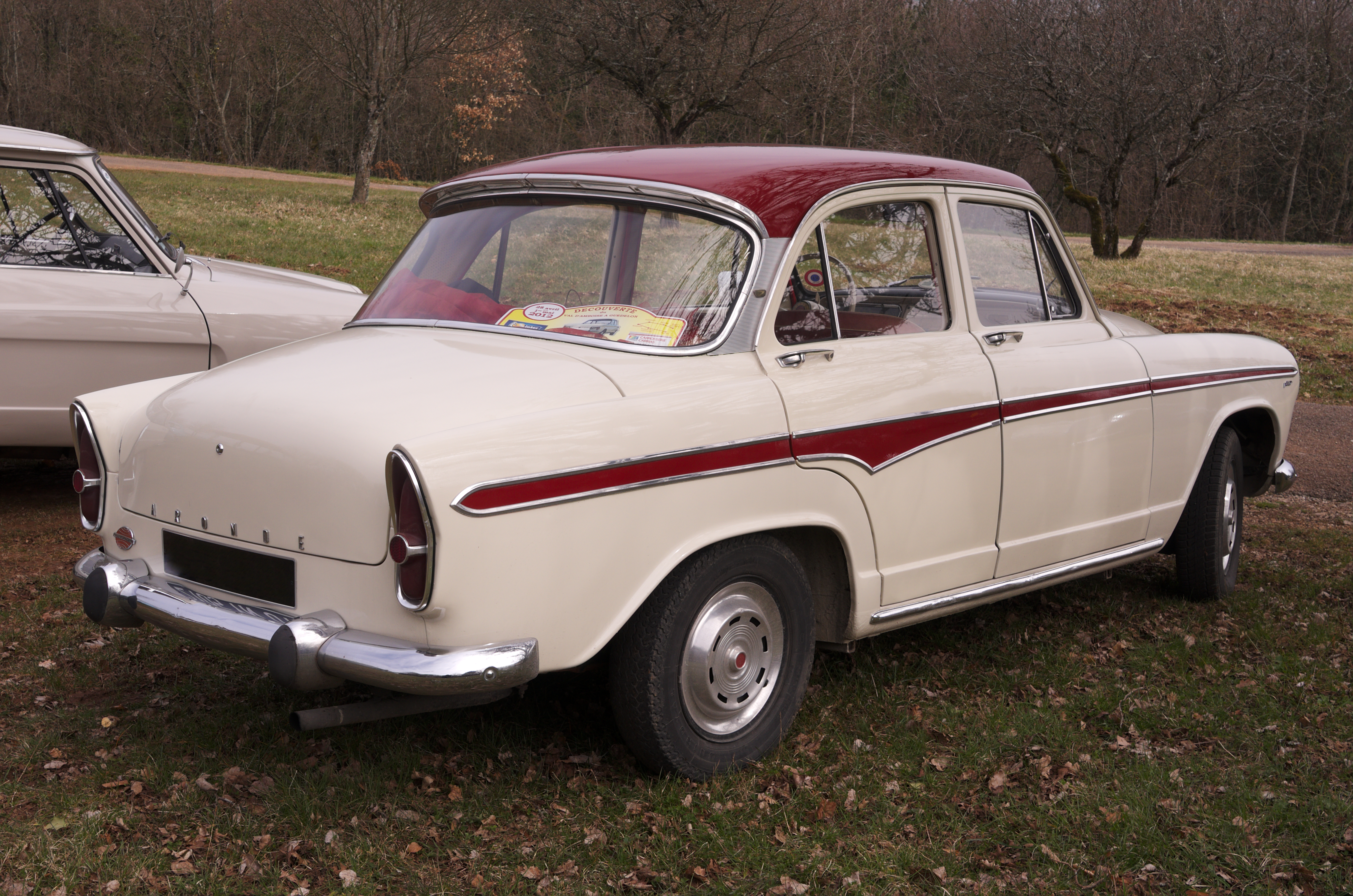
Simca Aronde 4-door saloon (P60)
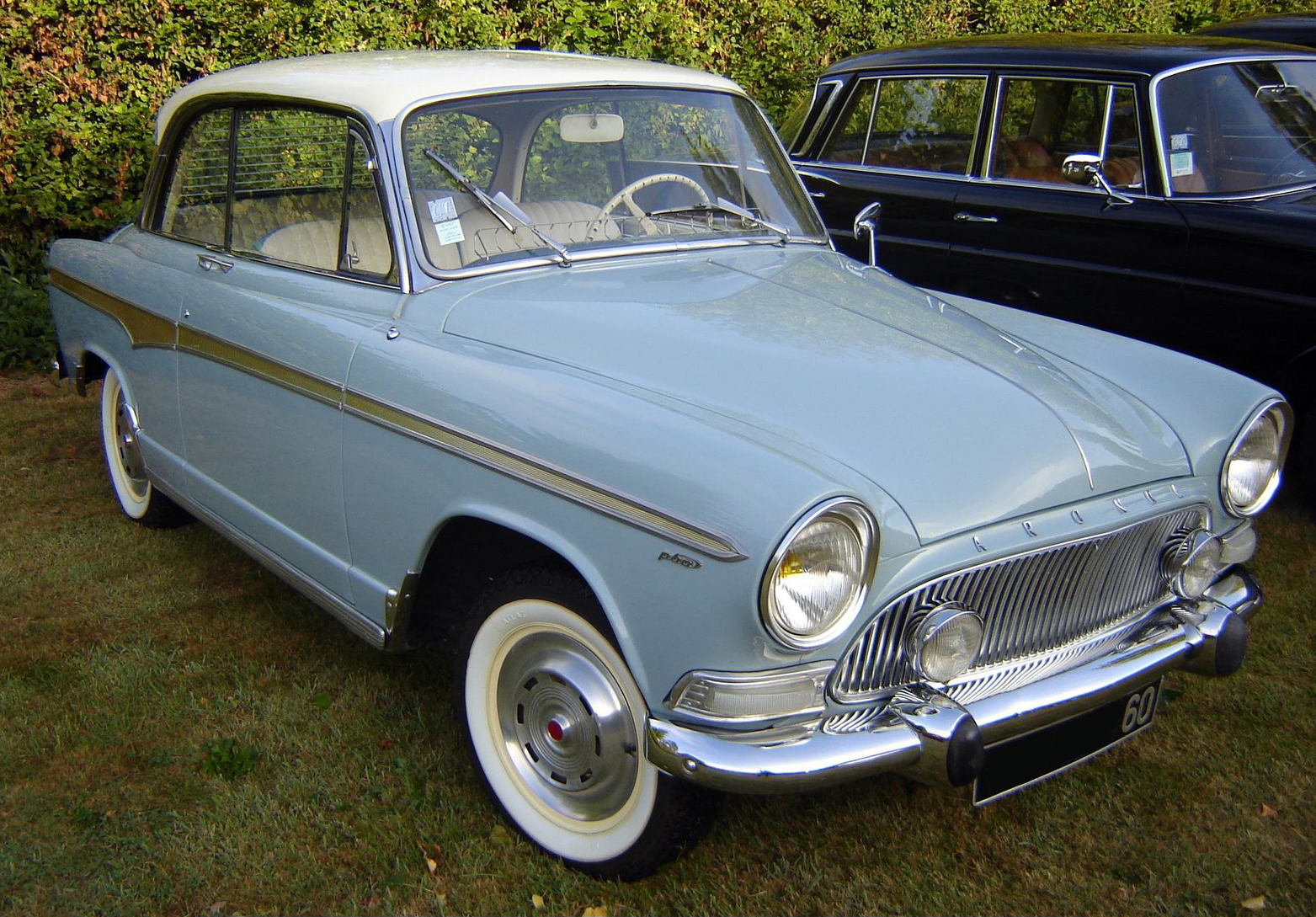
Simca Aronde Monaco 2-door pillarless saloon (P60), promoted in some markets as a hardtop coupé
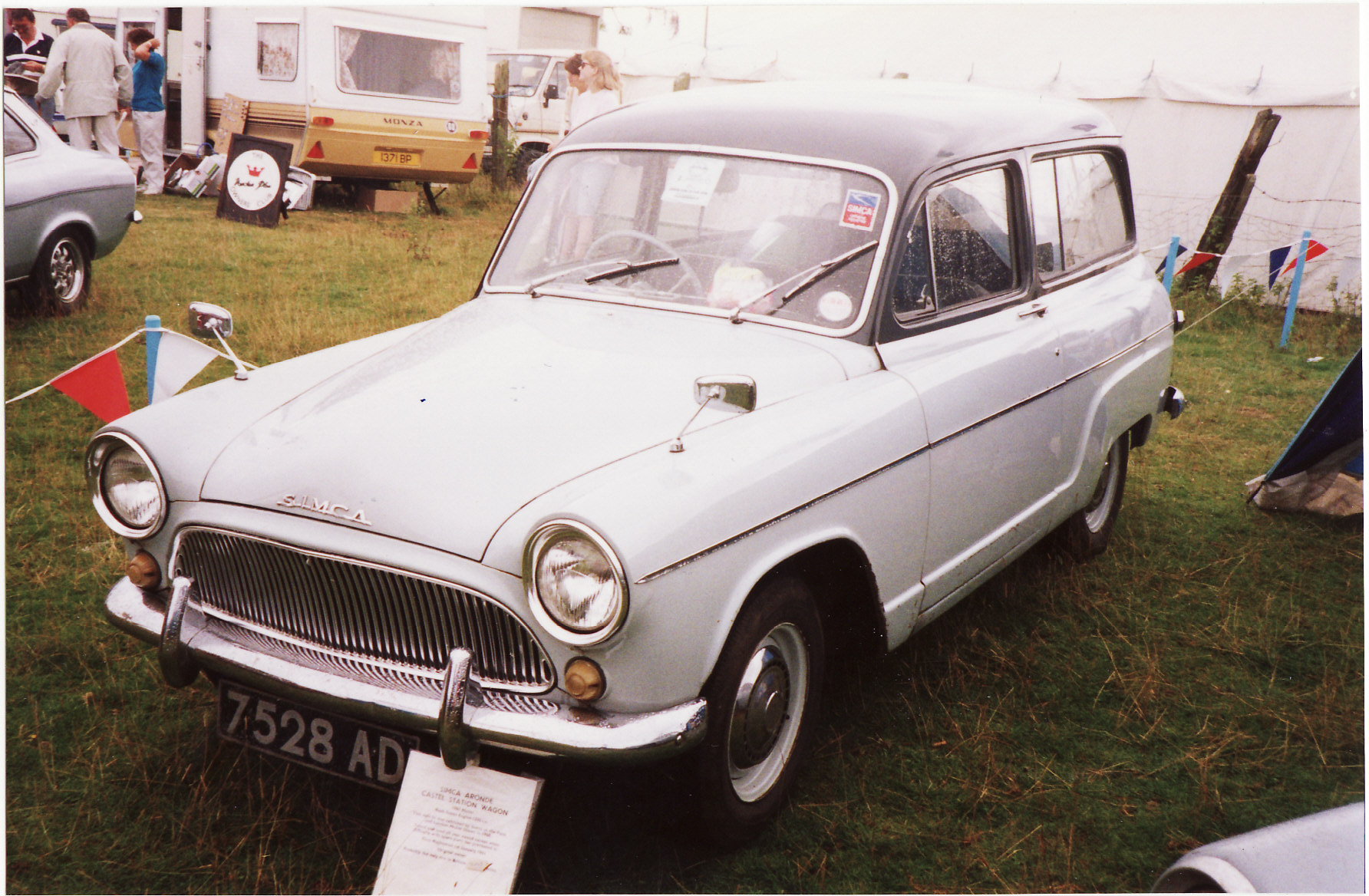
Simca Aronde Castel 3-door wagon (P60)

## Австралійське виробництво

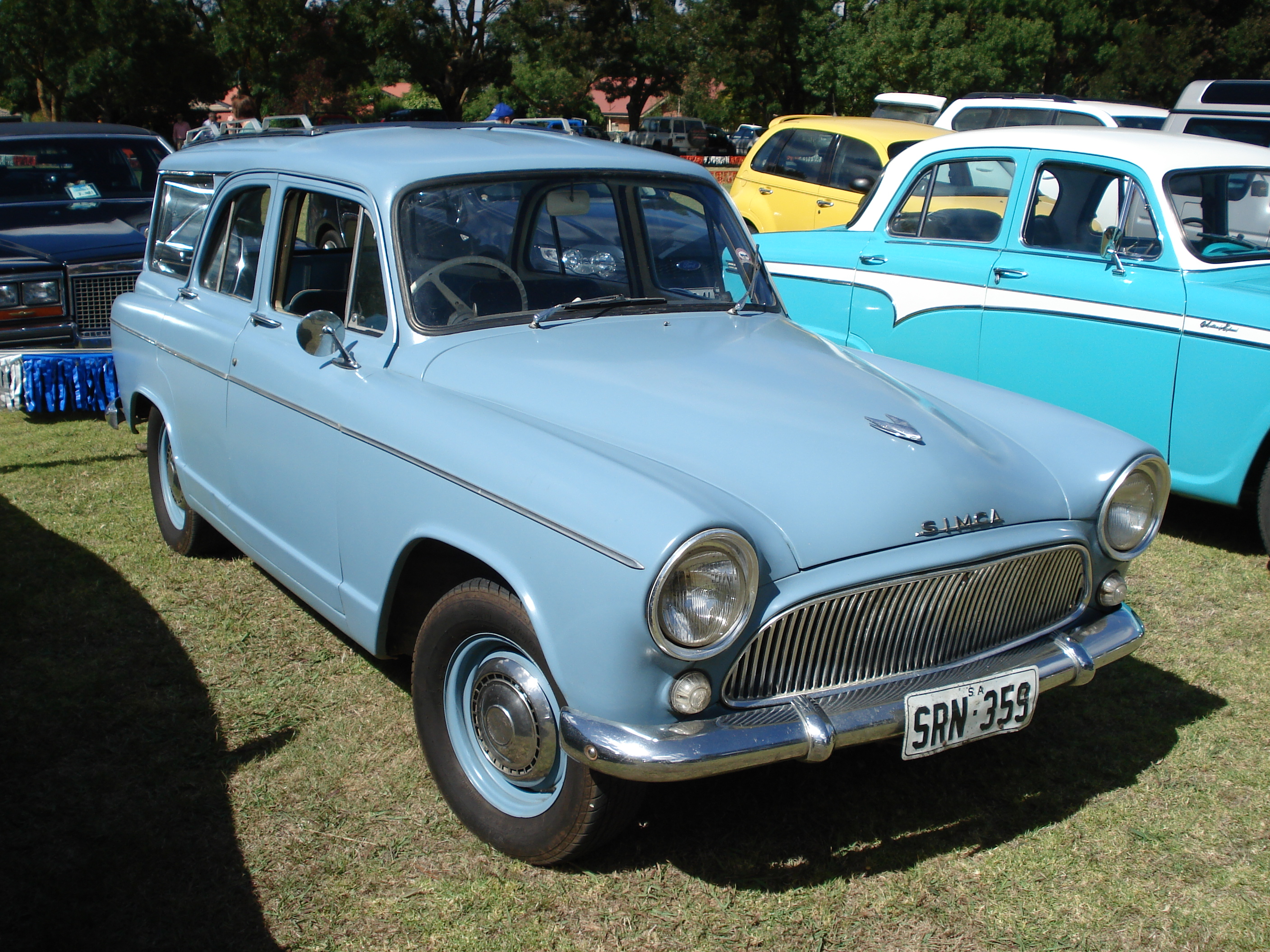
5-дверний універсал Simca Aronde Station Wagon (P60) розроблений Chrysler Australia

У Австралії 90A Aronde виготовлялась з 1956 року підприємством Northern Star Engineering, що разом з Continental та General Distributors мали контракт на збирання автомобілів з машинокомплектів, при використанні місцевих комплектуючих. У липні 1959 року компанія Chrysler Australia анонсувала майбутнє виробництво Aronde на фабриках в Аделаїді.
У кінці 1959-го до 1960 року Р60 продавався паралельно з 90А, а 5-дверний універсал з'явився в кінці 1961 року. Останній, що був унікальним для Австралії, базувався на 4-дверному седані й відрізнявся продовженою лінією даху, дверима багажника з рухомим склом.
Австралійське виробництво припинилося 1964 року.

## Simca Sport
Simca Sport — двомісний спортивний автомобіль. Спочатку купе виконувалось на базі Simca 8, однак, коли з'явилась Aronde, у 1951 р. воно отримало нову решітку радіатора, а через шість місяців збільшену на 20 мм колісну базу (0,8 дюймів) як у Aronde та 1221 см3 (7CV) двигун. Simca Sport мала аналогічний до Aronde двигун, інші компоненти, колісну базу аж до припинення виробництва у 1962 р.
Вона стала надмірно дорогою та, відповідно, рідкісною. Незважаючи на походження, зараз Simca Sport позиціонується як незначно змінена версія Aronde.

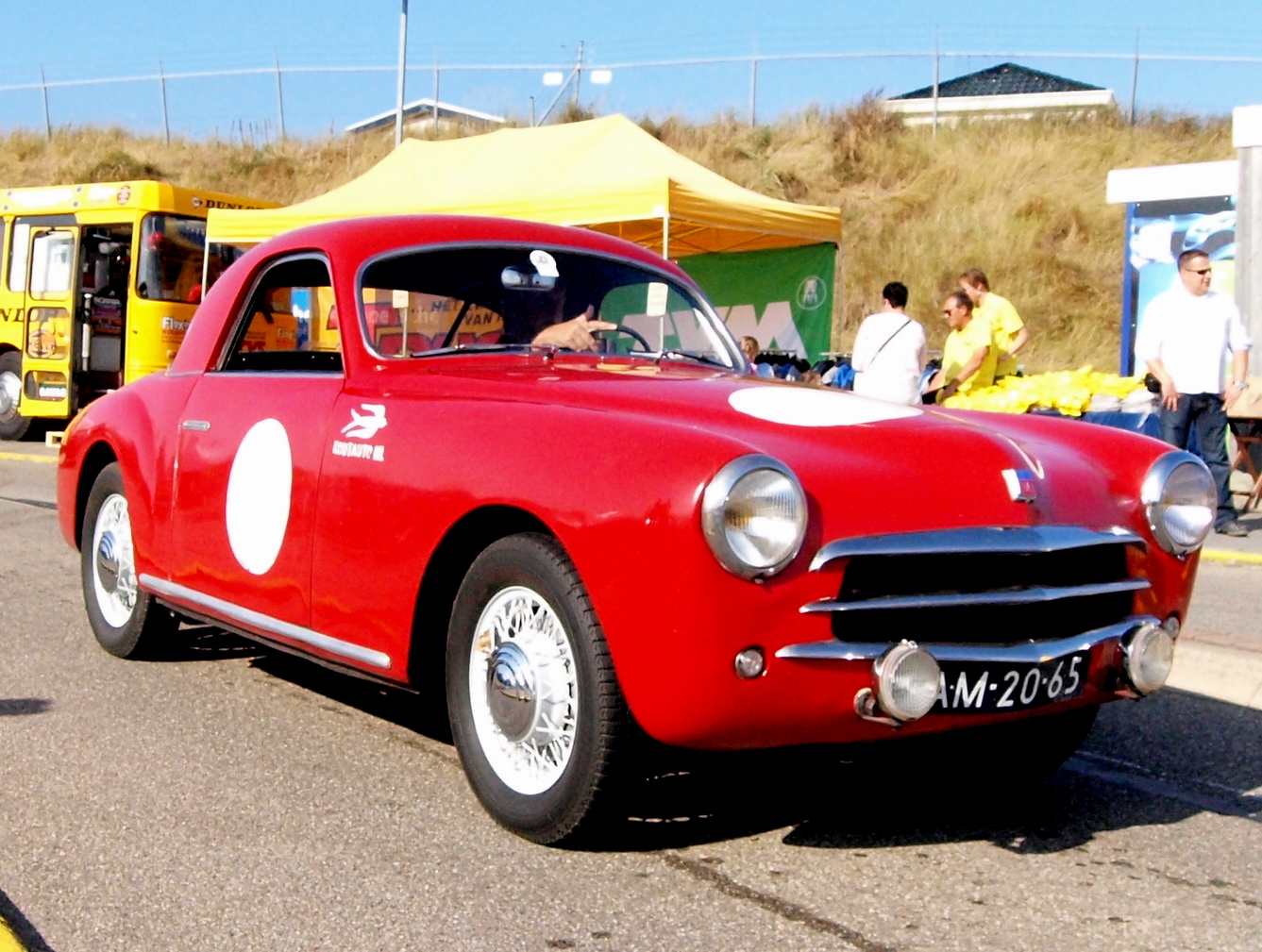
Купе Simca 9 Sport 1952 р.

Прихід колісної бази у 2440 мм у 1952 р. збігався з зникненням окремого шасі та появою кузова монокок. Такий кузов пропонувався виключно як 2-місне хардтоп-купе, кабріолетом він бути не міг — монокок не був для цього достантьо міцним й на тривалий час попередньому кабріолету заміни не знайшлося. 3-віконний 9 Sport, конструкцією кузова подібний до раннього 8 Sport, з'явився у квітні 1952 р., однак проіснував менше року — у 1953 р. отримав новий 5-віконний кузов від Facel. Почасти важку й дорогу повністю «заряджену» версію Coupé de Ville Simca виготовляли у кінці 1954 р.
У жовтні 1952 р. був представлений безрамний кабріолет Simca Sport, що став вироблятись тільки з весни 1955 р., ймовірно через складність досягнення міцності кузова без збільшення маси.

### Simca Sport: більше назв та інші зміни 1957р.

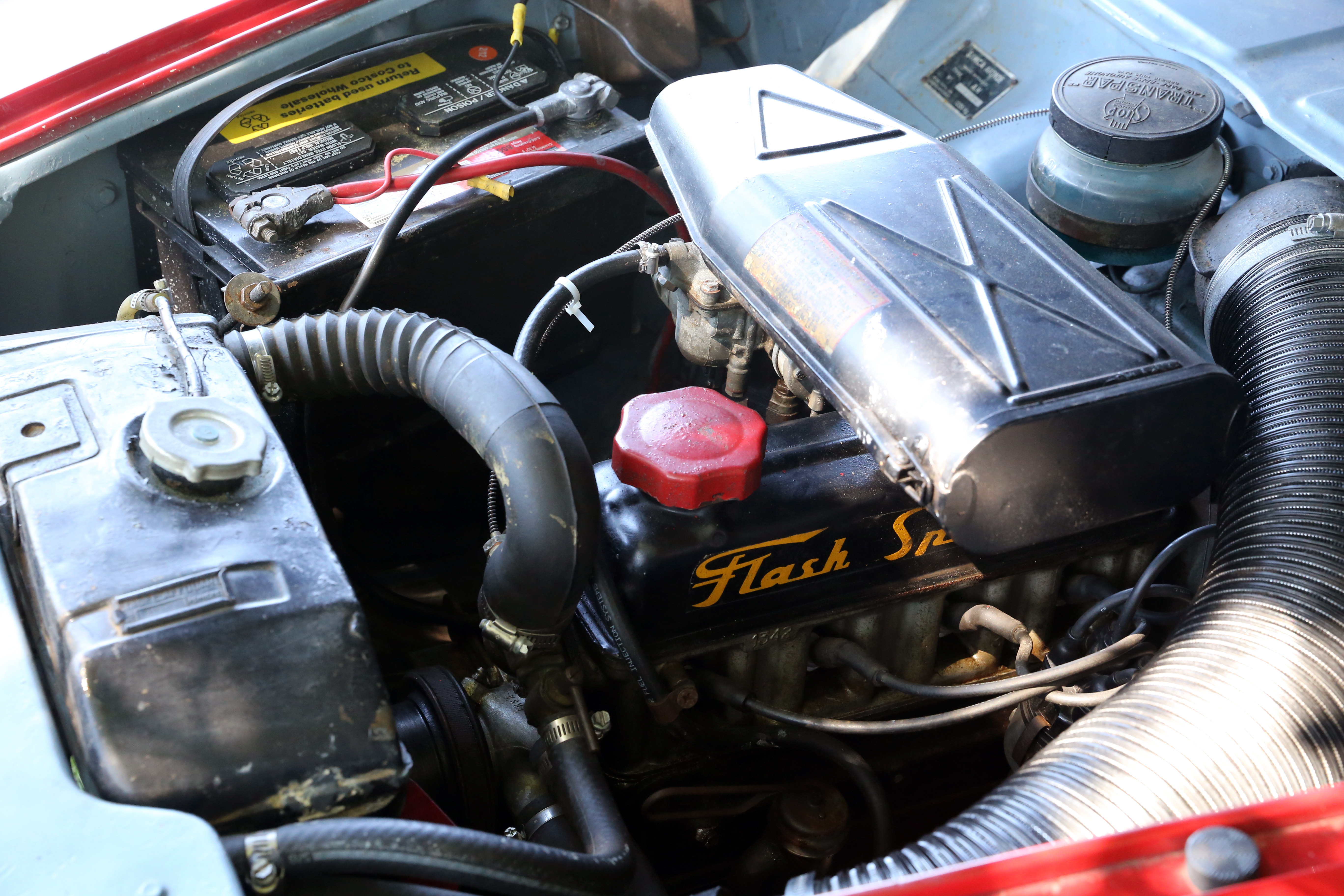
Двигун «Flash Spécial» потужністю 57 к. с. на Aronde Océane 1959 р.

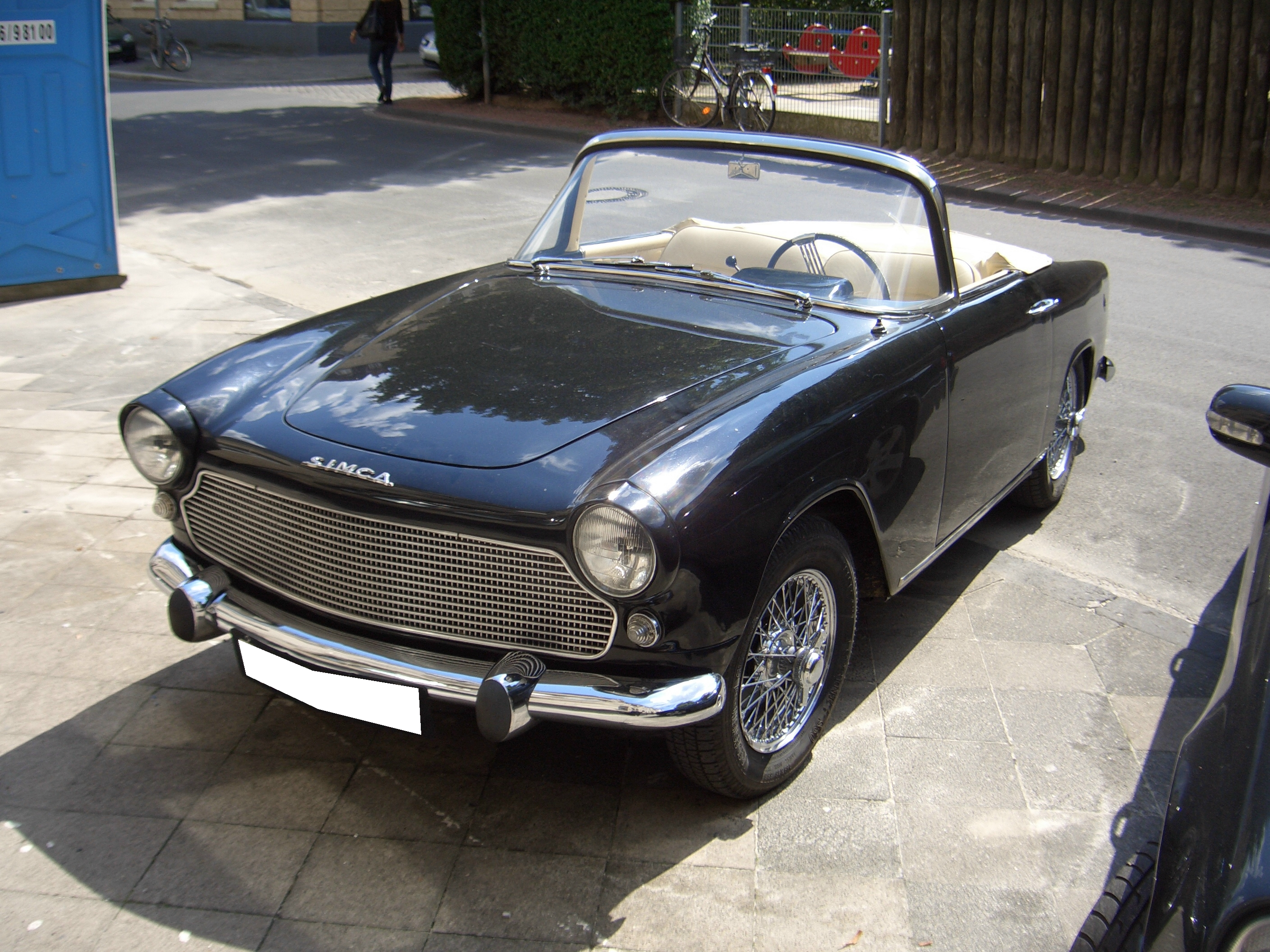
Модель з відкритим верхом позначалась як Simca Sport Océane.

Нове покоління Simca Sport було запущено на Паризькому автосалоні 1956 р. Як і попередники, автомобілі виконувались у вигляді спортивних 2-місних кабріолетів та хардтопів, з розробкою кузовів від Facel. На ціні відобразилась вартість організації та виробництва спеціально розроблених кузовів, що у 1957 р. заявлялась як 1079000 франків для Plein Ciel — у порівнянні з стартовою ціною в 595000 франків для Simca Aronde, що ділила двигуни та інші елементи з спортивними версіями. В технічному плані та ззовні нові автомобілі не сильно відрізнялись від тих, котрих замінили, однак легко розпізнавались за модним панорамним лобовим склом. У 1956 р. був введений двигун Flash Spécial 1920 см3,  57 к. с. (42 кВт). До 1960 р. був вдосконалений до 60 к. с. (44 кВт). Подальший апгрейд двигуна Rush Super у 1961 р. збільшив потужність до 62 к. с. (46 кВт), колінчастий вал став повноопорним, до ряду також додалась модель «S» зі зниженою ціною.
У 1957 р., відповідно до маркетингової стратегії, дві нові версії Simca Sport отримали додаткові назви. Кабріолет став називатись Simca Sport Océane, однак, дивним чином, закритий варіант іменувався як Simca Sport Plein Ciel («Сімка Спорт Відкрите небо»).

### Останні роки вирбництва Simca Sport
Коли у 1958 р. «Аронде» отримала  вдосконалений кузов, у версії «Спорт» відповідних змін не відбулось. Незначні зміни припали на 1957 р.
Під капотом, «Спорт» знаходився вдосконалений двигун Rush (1290 см3). Останній також встановлювався на новопредставлені у жовтні 1961 р. на Паризькому Автосалоні Simca Aronde P60 Montlhéry Spéciale. Вдосконалений агрегат Rush Super M мав збільшений ступінь стиску (8,5:1) та потужність 70 к. с. (52 кВт) при 5400 об/хв. Як результат — незначне зростання потужності збільшило приємистість двигуна.
У кінці 1950-их були готові 4 прототипи, що мали б замінити існуючу Simca Sport, однак до виробництва вони не дістались. У 1961 р. спортивна версія Aronde продавалась майже за подвійною ціною «звичайної» й у 1962 р. її виробництво остаточно закінчилось.
Загальна кількість виготовленийх автомобілів з спортивними кузовами від Facel становила 20196 екз.